# Sorghum purpureosericeum
Sorghum purpureosericeum là một loài thực vật có hoa trong họ Hòa thảo. Loài này được (A.Rich.) Schweinf. & Asch. miêu tả khoa học đầu tiên năm 1867.